# Borinka
Borinka je obec na Slovensku v okrese Malacky. Žije v ní 904 obyvatel. První písemná zmínka o vesnici pochází z roku 1273. Obec leží asi dvacet kilometrů severně od Bratislavy v dolině Stupavského potoka na jihozápadním okraji Malých Karpat. Pět kilometrů od vesnice leží obec Stupava. Nad vesnicí se vypíná zřícenina hradu Pajštún z 13. století, která byla vypálena napoleonskými vojsky na počátku 19. století.

## Pamětihodnosti
- zřícenina hradu Pajštún  ze 13. století, od roku 1314 zařazen do obranného systému severozápadní hranice Uherského státu, v letech 1640–1645 přestavěn pro Pavla Pálffyho, v polovině 18. století vyhořel a roku 1809 byl napoleonským vojskem pobořen. Zříceninu využívají horolezci a turisté. Nabízí rozhled do kraje, při dobrém počasí bývá vidět až do Rakouska na zámek Hof.
- V obci je římskokatolický kostel Božského Srdce Ježíšova z roku 1864 a kaple Nejsvětější Trojice z roku 1750.
- Do katastrálního území obce zasahuje část přírodní rezervace Strmina.

## Osobnosti
- Carmel Buckingham, slovensko-americká zpěvačka, pocházejí odtud její rodiče
- Celeste Buckingham, slovensko-švýcarská zpěvačka

## Fotografie

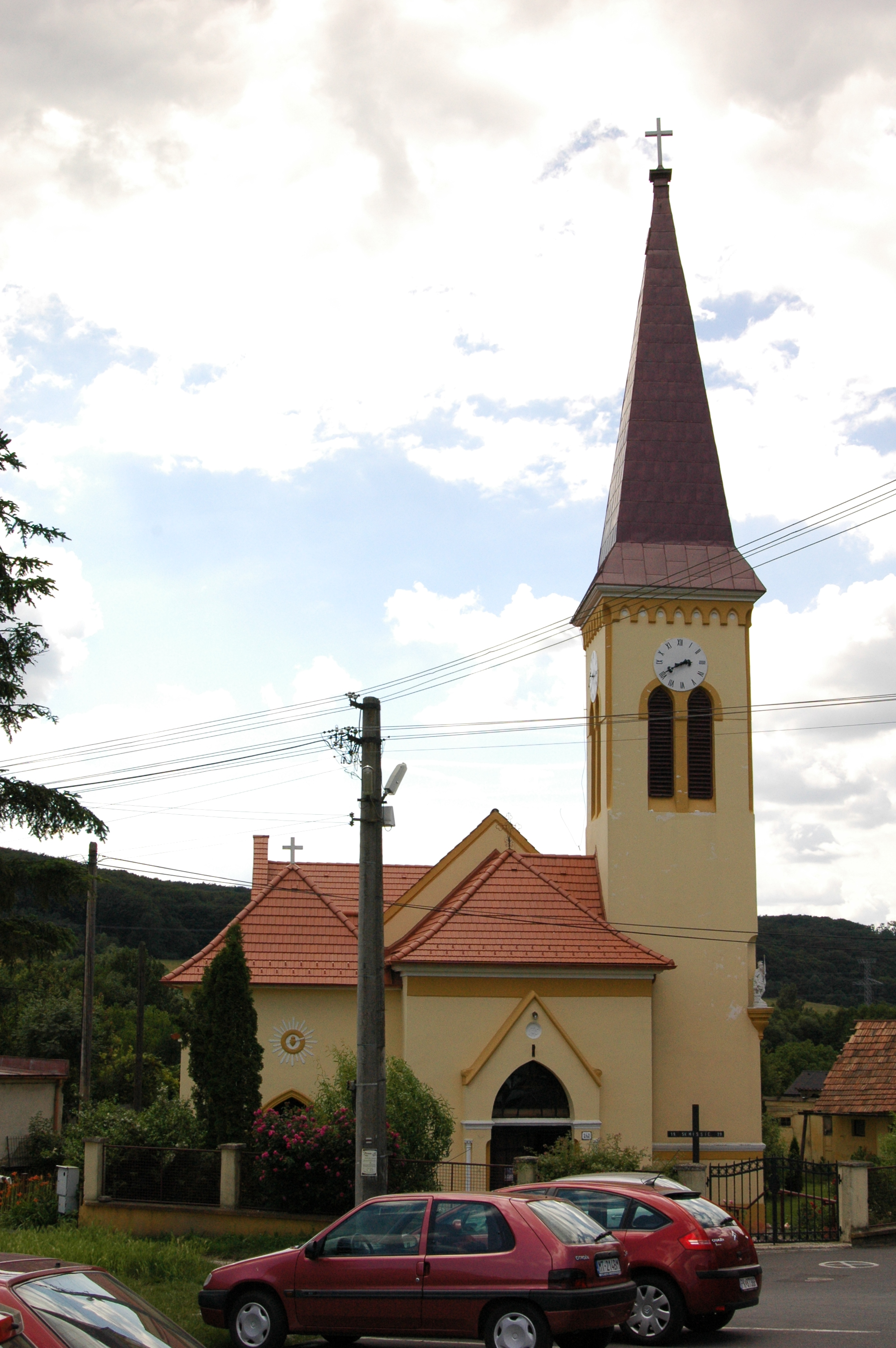
Kostel v Borince
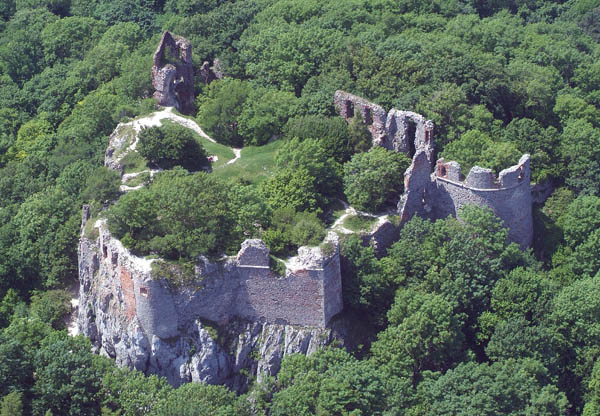
Zřícenina hradu Pajštún
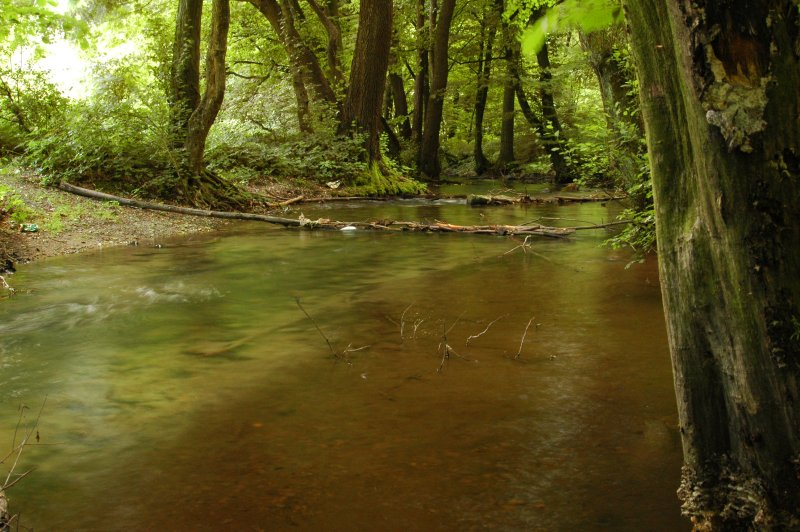
Stupavský potok v Borince
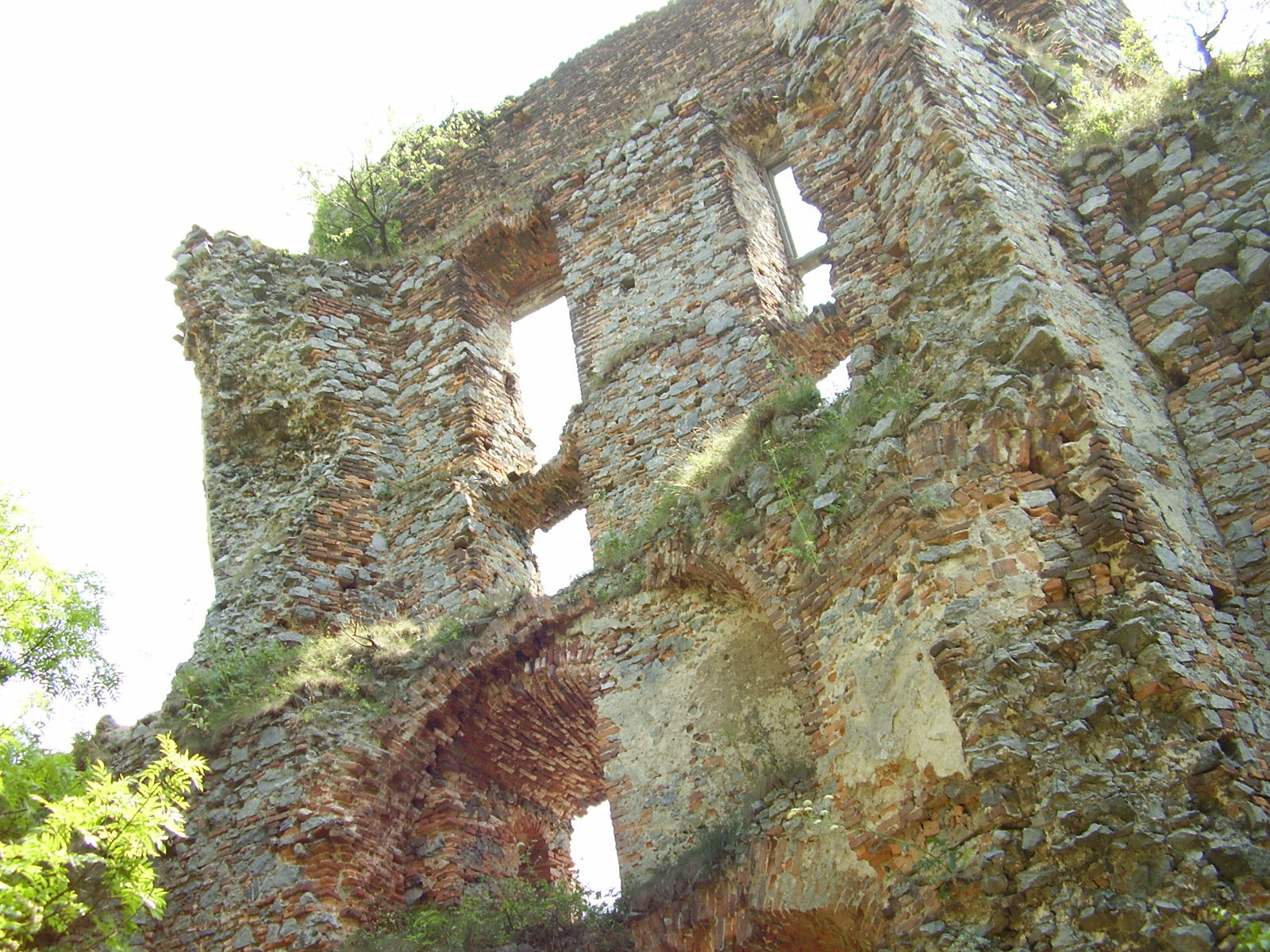
Zřícenina hradu Pajštún, nad hlavní bránou – pohled z nádvoří dolního hradu